# Forward Racing
Forward Racing ist ein Schweizer Motorradsport-Team aus Agno TI, das seit 2010 in der Moto2-Weltmeisterschaft antritt und in dieser Klasse durch Jules Cluzel, Alex De Angelis und Lorenzo Baldassarri bisher drei Rennen gewinnen konnte. Die Fahrer in der Saison 2024 sind Alex Escrig und Xavier Artigas.
2009 sowie zwischen 2012 und 2015 trat das Team in der MotoGP an; erst auf einer Kawasaki, dann auf Bikes der Claiming Rule/Open-Kategorie. Bestes Resultat war ein zweiter Platz von Aleix Espargaró beim Großen Preis von Aragonien 2014 auf einem Yamaha-Motorrad mit einem Motor Marke Eigenbau.

## Statistik

### Team-WM-Ergebnisse
MotoGP-Klasse
- 2009 – Siebter
- 2012 – 13.
- 2013 – Neunter
- 2014 – Siebter
- 2015 – Zehnter

Moto2-Klasse (seit 2018)
- 2018 – 17.
- 2019 – Elfter
- 2020 – 13.

### Konstrukteurs-WM-Ergebnisse
MotoGP-Klasse (mit Yamaha als Chassis-Hersteller)
- 2014 – Vierter
- 2015 – Sechster

Moto2-Klasse (erst mit Kalex als Chassis-Hersteller, dann als eigenes Fabrikat)
- 2014 – Sechster
- 2023 – Dritter

### Grand-Prix-Siege
| Saison | Klasse | Rennen                 |
| ------ | ------ | ---------------------- |
| 2010   | Moto2  | Vereinigtes Konigreich |
| 2012   | Moto2  | Malaysia               |
| 2016   | Moto2  | San Marino             |